# Ágios Pávlos (Thessalonique)
Ágios Pávlos (grec moderne : Άγιος Παύλος) est une localité située dans le dème de Neápoli-Sykiés, dans le district régional de Thessalonique, dans la periphérie de Macédoine-Centrale, en Grèce.
Selon le recensement de 2011, elle compte 6 852 habitants.